# Начальник Гулага
«Нача́льник Гула́га: сове́тские воспомина́ния» (англ. Gulag Boss: A Soviet Memoir) — это книга воспоминаний Фёдора Васильевича Мочульского (1918—1999), советского инженера, в 1940—1946 годах входившего в управление многочисленными лагерями ГУЛАГа на севере России, позднее — дипломата и генерал-майора КГБ. Мочульский среди прочего руководил строительством 500-километровой железнодорожной ветки от печорских лагерей, граничащих с Полярным кругом, в центральную часть России, с цель соединить «отдалённые печорские лагеря с внешним миром». Книга была опубликована посмертно издательством Оксфордского университета в 2011 году.

## Содержание
Рассказ Мочульского как начальника лагеря проливает свет на внутреннюю работу экономики ГУЛАГа.